# C2C
C2C, odnosno consumer-to-consumer (engl.) je e-poslovanje među krajnjim kupcima, to jest poslovanje u kojem korisnici prodaju robu drugim korisnicima. Najveći udio u C2C čine on-line aukcije. 

## Obilježja
Prednosti C2C poslovanja očituju se u tome što je tržište veliko, ponuda proizvoda konstantno se mijenja i nema posrednika u poslovanju. Nedostatak ove vrste poslovanja je u kontroli kvalitete ponuđenih proizvoda, kao i u nepostojećoj garanciji plaćanja. Zbog relativno niskih cijena C2C poslovanje najpopularnije je među mlađom dobnom skupinom populacije, koja još nema dovoljno veliku kupovnu moć.  